# Earls Barton
Earls Barton è un villaggio e parrocchia civile dell'Inghilterra, appartenente alla contea del Northamptonshire.

## Architetture religiose
Vi si trova la chiesa di Tutti i Santi del X secolo realizzata in architettura anglosassone.